# Tectaria craspedocarpa
Tectaria craspedocarpa är en ormbunkeart som beskrevs av Edwin Bingham Copeland. Tectaria craspedocarpa ingår i släktet Tectaria och familjen Tectariaceae. Inga underarter finns listade.